# قرار مجلس الأمن التابع للأمم المتحدة رقم 1191
قرار مجلس الأمن التابع للأمم المتحدة رقم 1191, بالإجماع في 27 آب 1998, بعد الإشارة إلى القرارات 808 (1993) و 827 (1993) و 1166 (1998), أحال المجلس قائمة من تسعة ترشيحات لقضاة في المحكمة الجنائية الدولية ليوغوسلافيا السابقة (ICTY) إلى الجمعية العامة للأمم المتحدة للنظر فيها.
وكانت قائمة الترشيحات التي تلقاها الأمين العام كوفي عنان حتى 4 آب 1998 على النحو التالي:
- محمد بنونة (المغرب)
- ديفيد هانت (أستراليا)
- يوهان ليندهولم (فنلندا)
- هوغو أنيبال يانوس مانسيلا (تشيلي)
- باتريك ليبتون روبنسون (جامايكا)
- فادوجودابيتيا (سيريلانكا)
- لويس فالنسيا رودريغيز (إكوادور)
- جان سكوبينسكي (بولاندا)
- بيتر ويلكيتسكي (ألمانيا)

وانتخبت الجمعية العامة في وقت لاحق محمد بنونة وديفيد هانت وباتريك روبنسون للعمل في الغرفة الثالثة في المحكمة الجنائية الدولية ليوغوسلافيا السابقة في أكتوبر 1998.

## اقرأ أيضاً
قائمة قرارات مجلس أمن الأمم المتحدة من 1101 إلى 1200 (1997–1998)
حروب يوغوسلافيا